# Gavin DeGraw
Gavin Shane DeGraw (nascido em 4 de fevereiro de 1977) é um cantor, compositor e músico norte-americano.

## Biografia

### Infância
DeGraw cresceu em Catskills em South Fallsburg, Nova York. Sua mãe, Lynne (Krieger), era uma especialista em desintoxicação, e seu pai, Wayne DeGraw, era um guarda de prisão, ele referenciada ocupação de seu pai em a canção "I Don't Want to Be". Seu pai é de ascendência irlandesa e de sua mãe é de ascendência judaica russa. DeGraw começou a cantar e tocar piano aos oito anos de idade. Ele também tem dois irmãos, ambos mais velhos, chamados Neeka e Joey. Por conselho de seu irmão que ele começou a escrever suas próprias canções Joey DeGraw é um músico, bem como, atualmente em turnê para promover suas próprias músicas.

## Carreira
Gavin começou tocando em bares e clubes em Manhattan, onde atraiu a atenção de algumas pessoas. Ele teve sua grande oportunidade quando sua música "I Don't Wanna to Be", foi escolhida para ser o tema de abertura da série de tv americana One Tree Hill., que no Brasil, foi exibida pelo Sbt e fora chamada de Lances da Vida. Essa mesma música foi diversas vezes usadas pelos candidatos dos programas American Idol e Austalian Idol, o que prova que a música alcançou grande aceitação e popularidade.
Em 2006, sua música "We Belong Together" foi tema do filme Tristan e Isolde.
Após, trabalhou em seu CD "Gavin DeGraw", que foi lançado em 6 de maio de 2008.
Em dezembro de 2012 DeGraw lançou a canção We Both Know em colaboração com Colbie Caillat para a trilha sonora do filme de 2013, Um Porto Seguro.
Em 20 de janeiro de 2025, Gavin tocou em um dos bailes da segunda cerimônia de posse de Donald Trump como presidente dos Estados Unidos.

## Discografia

### Álbuns de estúdio
| Título       | Detalhes                                                                                   | Posições | Posições | Posições | Posições | Posições | Posições | Posições | Posições | Posições | Certificações                   |
| Título       | Detalhes                                                                                   | EUA      | CAN      | DIN      | HOL      | FIN      | ITA      | SUI      | SUE      | NOR      | Certificações                   |
| ------------ | ------------------------------------------------------------------------------------------ | -------- | -------- | -------- | -------- | -------- | -------- | -------- | -------- | -------- | ------------------------------- |
| Chariot      | - Lançado: 22 de Julho de 2003 - Gravadora: J Records - Formato: CD, digital download      | 56       | —        | 1        | 6        | 23       | 43       | 48       | 21       | 2        | - RIAA: Platina - IFPI: Platina |
| Gavin DeGraw | - Lançado: 6 de Maio de 2008 - Gravadora: J Records - Formato: CD, digital download        | 7        | 21       | 3        | 8        | 36       | 44       | 23       | 13       | 35       |                                 |
| Free         | - Lançado: 31 de Março de 2009 - Gravadora: J Records - Formato: CD, digital download      | 19       | —        | 29       | 76       | —        | —        | 96       | —        | —        |                                 |
| Sweeter      | - Lançado: 20 de Setembro de 2011 - Gravadora: RCA Records - Formato: CD, download digital | 8        | 41       | 6        | 6        | —        | —        | 19       | 29       | 25       |                                 |
| Make a Move  | - Lançado: 15 de outubro de 2013 - Gravadora: RCA Records - Formato: CD, download digital  | 10       | 19       | 21       | 18       | —        | —        | 55       | 39       | —        |                                 |

### Singles
| Ano  | Título                | Melhores posições | Melhores posições | Melhores posições | Melhores posições | Melhores posições | Melhores posições | Melhores posições | Certificações                                            | Álbum        |
| Ano  | Título                | EUA               | CAN               | AUS               | NOR               | HOL               | NZL               | DIN               | Certificações                                            | Álbum        |
| ---- | --------------------- | ----------------- | ----------------- | ----------------- | ----------------- | ----------------- | ----------------- | ----------------- | -------------------------------------------------------- | ------------ |
| 2004 | "I Don't Want to Be"  | 10                | —                 | 19                | 6                 | 13                | 30                | —                 | - RIAA: Ouro                                             | Chariot      |
| 2005 | "Chariot"             | 30                | —                 | —                 | 19                | 12                | —                 | —                 | - RIAA: Ouro                                             | Chariot      |
| 2005 | "Follow Through"      | —                 | —                 | —                 | 12                | 13                | —                 | —                 | - RIAA: Ouro                                             | Chariot      |
| 2006 | "Just Friends"        | —                 | —                 | —                 | —                 | 26                | —                 | —                 |                                                          | Chariot      |
| 2006 | "We Belong Together"  | 26                | —                 | —                 | —                 | —                 | —                 | —                 | - RIAA: Ouro                                             | Gavin DeGraw |
| 2008 | "In Love with a Girl" | 24                | 32                | —                 | —                 | 22                | —                 | 24                |                                                          | Gavin DeGraw |
| 2008 | "She Holds a Key"     | —                 | —                 | —                 | —                 | 29                | —                 | —                 |                                                          | Gavin DeGraw |
| 2008 | "Cheated on Me"       | —                 | —                 | —                 | —                 | —                 | —                 | —                 |                                                          | Gavin DeGraw |
| 2011 | "Not Over You"        | 18                | 23                | 37                | 12                | 13                | 8                 | —                 | - : 1,870,000 - RIAA: Platina - ARIA: Ouro - RIANZ: Ouro | Sweeter      |
| 2011 | "Soldier"             | —                 | —                 | —                 | —                 | 13                | —                 | —                 |                                                          | Sweeter      |
| 2012 | "Sweeter"             | —                 | —                 | —                 | —                 | 25                | —                 | —                 |                                                          | Sweeter      |